# 普巴·塔西
普巴·塔西·雪巴·曼德瓦（英語：Phurba Tashi Sherpa Mendewa，1971年—），雪巴人，一位知名的聖母峰登山家、同時也是隸屬紐西蘭籍登山家羅素·布萊斯旗下遠征隊Himex的領隊（Sirdar）兼嚮導（Guide）。

## 概要
普巴在高海拔強健的體能狀況，以及具備後勤支援的知識、專業的登山技能，因而被號稱「聖母峰氂牛（Everest Yak）」。他曾於2006年、2007年參與探索頻道《聖母峰：攀越極限》的拍攝過程，以及創下17次登頂聖母峰的記錄（更新至2010年為止，單2007年這一季他就登上了3次），緊追在車旺·尼瑪·謝爾帕（已故）與目前金氏世界紀錄保持人阿帕·謝爾巴之後。其他記錄分別為卓奧友峰5次、馬納斯盧峰2次、阿瑪達布蘭峰與希夏邦馬峰1次。

## 聖母峰：攀越極限

### 2006年
在探索頻道第一季的節目中，普巴曾將雙腿裝上義肢，並成功登頂的的紐西蘭籍登山家马克·英格利斯從6553公尺（21,500英尺）的高度背下山去，並安全抵達在6400公尺（21,000英尺）前進基地營（Advanced Base Camp）。馬克起初對普巴要一個人背他下山感到訝異，因為他有54公斤（120磅）重，而且路徑又結冰難走，但是普巴還是辦到了。馬克是世界上第一位登上聖母峰的雙腿截肢者，他曾於2007年受邀來台灣台北市誠品信義店，分享他的一些故事與感想。

### 2007年
在第二季的節目中，遠征隊隊長羅素說服了英籍登山家大衛·塔特與普巴結伴同行，協助大衛完成世界上首次「南北雙側橫切聖母峰（double traverse of Everest）」的任務。其路線是，先從北側的路線登頂，再從南側下山，休息3天後，再從原路返回。這項任務難度之高在於，兩人皆不曾去過聖母峰南側，南側也尚未重新架設安全索，最後還必須穿越危險的昆布冰瀑（聖母峰遇難人數最多的地形）。當大衛抵達南側基地營後，疲憊的他決定放棄任務。改變他信念的原因是，他認為普巴的能力遠在他之上，如果繼續這樣下去，普巴會將所有的榮譽讓給他（指停下腳步，讓大衛先登頂，雪巴人通常會這麼做）。

### 2009年
在第三季的節目中，節目製作小組入駐聖母峰南側的基地營。2009年5月5日，大衛完成了他人生第3次的登頂，採取南側路線，再次與普巴結伴同行（這是他第14次的登頂）。

## 登頂記錄
|     | 日期       | 登頂路線       |
| 1.  | 27.05.1999 | N Col-NE Ridge |
| 2.  | 23.05.2001 | N Col-NE Ridge |
| 3.  | 17.05.2002 | N Col-NE Ridge |
| 4.  | 25.05.2002 | N Col-NE Ridge |
| 5.  | 08.09.2002 | N Col-NE Ridge |
| 6.  | 22.05.2003 | N Col-NE Ridge |
| 7.  | 31.05.2003 | N Col-NE Ridge |
| 8.  | 23.05.2004 | N Col-NE Ridge |
| 9.  | 04.06.2005 | N Col-NE Ridge |
| 10. | 30.04.2006 | N Col-NE Ridge |
| 11. | 30.04.2007 | N Col-NE Ridge |
| 12. | 15.05.2007 | N Col-NE Ridge |
| 13. | 14.06.2007 | N Col-NE Ridge |
| 14. | 05.05.2009 | S Col-SE Ridge |
| 15. | 21.05.2009 | S Col-SE Ridge |
| 16. | 05.05.2010 | S Col-SE Ridge |
| 17. | 22.05.2010 | S Col-SE Ridge |
| 18. | 05.05.2011 | S Col-SE Ridge |
| 19. | 20.05.2011 | S Col-SE Ridge |

1999年5月27日，普巴完成他人生第1次登頂聖母峰的記錄，當年他才28歲，正為羅素工作。登頂路線是行經北坳的北側路線。與他登頂的有另外兩名雪巴人是Karsang Sherpa、Lobsang Temba，其他三名登頂的客戶是Geoffrey Robb（澳籍男子）、Helga Hengge（德美雙重國籍女子）、Kazuhiko Kozuka（日籍男子）。
普巴每年會帶領隊上幾名雪巴人在聖母峰上架設約6公里長的安全索，這項例行任務極度危險，但是全由Himex遠征隊包辦下來。其他遠征隊則必須以隊上的雪巴協作一人算一百美元的代價，來支付羅素繩索與人事上的費用。普巴與手下完成這項艱鉅的任務後，會順便進行登頂。因此當季若無其他特殊狀況，每年至少會累積1次登頂記錄，之後則必須陪同客戶一起登頂。至於能否取得第2、3次登頂記錄，則必須視羅素的判斷、客戶的狀況與天候因素等。

## 早期經歷與家庭成員
普巴年輕時，在別的遠征隊當廚師，當時羅素已注意到他。隨後他轉任挑夫的工作，等他展現神速般的登山技術後，開始漸漸被旁人注意到。普巴育有三子（其中兩個是雙胞胎）一女，家庭成員還有配偶、母親等。　

## 外部連結
- Climbing record from 8000ers （页面存档备份，存于）（更新至2008為止）